# دفتر ستاد مشاوره حقوقی
دفتر کمک‌های حقوقی کارمندان (OSLA) (به انگلیسی: Office of Staff Legal Assistance) توسط مجمع عمومی سازمان ملل متحد در دسامبر سال ۲۰۰۸ برای تقویت "کمکهای حقوقی حرفه ای برای کارمندان" برای موفقیت در هیئت مشاوره تأسیس شد. : para(S) 12–13  OSLA دارای دفاتر در نیویورک، آدیس آبابا، بیروت، ژنو و نایروبی است. : para 14 

## کارمندان
OSLA دارای کارمندان دائمی است که از ۱۰ نفر تشکیل می‌شود: رئیس واحد (P-5)، یک افسر حقوقی (P3)، یک افسر حقوقی (P-2) و سه معاون حقوقی (خدمات عمومی) در نیویورک و یک افسر حقوقی (P -3) هر کدام در آدیس آبابا، بیروت، ژنو و نایروبی. : para 14  علاوه بر این، وکلا را برای کمک اعضای کارمندان استخدام می‌کند. پیش‌بینی می‌شود کارمندان OSLA "فعالیت افراد داخلی و خارجی را که به کارکنان کمک‌های حقوقی می‌کنند برای اطمینان از استقلال و بی طرفی آنهاً بررسی کند. : para(S) 17  : para 55 

## مسئولیت‌ها
انتظار می‌رود که OSLA از طریق مشاوره حقوقی مختصر، مشاوره و نمایندگی در هنگام حل و فصل اختلافات غیررسمی از جمله میانجیگری رسمی. کمک به بررسی ارزیابی مدیریت و طی فرایند انضباطی؛ و نمایندگی کارکنان قبل از دادگاه‌های اختلاف و تجدید نظر به کارمندان کمک کند. . : para 60 